# Joaquín Rodríguez Cabezas
Joaquín Rodríguez Cabezas (Cádiz, 16 de febrero de 1908-Madrid, 10 de diciembre de 1973) fue un militar español, pionero del servicio nacional de Protección Civil.

## Algunos datos biográficos
Joaquín Rodríguez Cabezas era hijo del también militar Gabriel Rodríguez Ponce de León (1878-1941) y de Carmen Cabezas Lartundo, y nieto del marino de guerra Joaquín Gabriel Tomás Rodríguez Alonso (1845-1906) y de Manuela Ponce de León y Fernández-Caro. Nacido en Cádiz, estuvo vinculado a Oviedo desde los 21 años. Contrajo matrimonio con Carmen Suárez Ochoa, de una familia de políticos y artistas locales; tuvieron cuatro hijos en Asturias y otros dos en Madrid, donde se instaló la familia en 1942 y ciudad en la que falleció el militar en 1973. Está enterrado en Oviedo.

## Carrera militar y en Protección Civil
En 1923 ingresó junto con su hermano mayor Gabriel en la Academia de Infantería del Ejército de Tierra, en la que en ese momento ejercía de profesor su padre. Sus primeros destinos como alférez fueron el Regimiento de Infantería Gerona 22 y el Batallón de Cazadores de África Melilla núm. 14. Ascendió a teniente en 1928 y recaló en Asturias. Teniente del regimiento de Infantería Milán núm. 3 durante la Segunda República, a principios de 1936 fue destinado a la Guardia de Asalto.
Al estallar la guerra civil, se hallaba recientemente destinado en el Batallón de Montaña Garellano 6, de la VI División (Bilbao); no obstante, el 19 de julio de 1936 se encuentra en Oviedo a las órdenes del coronel Antonio Aranda y participa con el comandante Caballero, al mando de una treintena de guardias civiles, en la toma del Convento de Santa Clara, cuartel de la Guardia de Asalto en Oviedo, en favor de los alzados el día anterior. Durante el Sitio de Oviedo, Rodríguez Cabezas se distinguió con sus guardias de asalto en acciones como la defensa del Depósito de Máquinas y de La Argañosa. Levantado el asedio, fue asignado a la IV división de Navarra y tomó parte en numerosas acciones bélicas en el frente de Levante y en la batalla del Ebro.
En los años 40, asignado al Estado Mayor, se diplomó en Estado Mayor y obtuvo el grado de comandante. Con ese empleo, tras un año en Tetuán, en los años 50 estuvo destinado como profesor en la Academia Militar de Suboficiales. Siendo teniente coronel y bajo la jefatura del general Vigón, más tarde ministro de Obras Públicas, se integró en la Defensa Pasiva Nacional, que a partir de 1960 se denominaría, conforme a estándares de Derecho Internacional, Dirección General de Protección Civil. En 1961 es miembro fundador y de la Comisión Gestora de la Asociación Española de Lucha contra el Fuego (ASELF), como secretario general de la Dirección General de Protección Civil, dependiente del Ministerio de la Presidencia. En 1965 era coronel, diplomado en Estado Mayor y director de la Academia Auxiliar Militar. En 1966 alcanza el rango de general de brigada y es nombrado jefe de Estado Mayor de la V Región Militar, y en 1967 de la I Región Militar. En 1968, pasó a dirigir la Escuela de Aplicación y Tiro de Infantería.
En 1970 es nombrado presidente de la Junta Regional de Contratación de la I Región Militar, para poco después pasar a ocupar la subdirección general de Protección Civil, organismo creado en 1960 en el seno del ministerio de la Presidencia sobre la antigua Jefatura Nacional de Defensa Pasiva como dirección general, y encuadrado desde 1967 como subdirección dentro de la Dirección General de la Guardia Civil, del ministerio del Interior. En este puesto, Rodríguez Cabezas aprovechará su experiencia en la defensa de Oviedo en 1936 y su formación técnica en Defensa Pasiva. Durante su mandato se elabora un proyecto de Reglamento de Prevención contra el Fuego cuya aprobación reclamará y las Cortes demorarán varios años. El general Rodríguez Cabezas falleció desempeñando este cargo en 1973.

## Reconocimientos
Por sus hechos de armas, Joaquín Rodríguez Cabezas recibió la Medalla Militar colectiva, la Cruz Laureada de San Fernando concedida colectivamente a los defensores de Oviedo, la Medalla de la Campaña y la Gran Cruz de la Orden del Mérito Militar. En 1966 le fue otorgada la Gran Cruz de la Real y Militar Orden de San Hermenegildo, y en 1968 recibió la Gran Cruz de la Orden del Mérito Militar, con distintivo blanco. Por sus méritos profesionales obtuvo también la Encomienda de número del Mérito Civil.
El 26 de diciembre de 1975, siendo alcalde de Oviedo Félix Serrano González-Solares, el Ayuntamiento de la ciudad dio el nombre de «Rodríguez Cabezas» a lo que entonces se proyectaba como calle, convertida después en plaza, en la prolongación de la calle del Padre Fray Ceferino, en el barrio de los Económicos.
El 6 de noviembre de 2018, en cumplimiento de la llamada Ley de Memoria Histórica de 2007, el pleno del Ayuntamiento presidido por Wenceslao López Martínez acordó retirar el nombre del militar del callejero, siendo sustituido el de «Plaza Rodríguez Cabezas» por el de «Plaza Alfonso Camín». Recurrida la decisión por la Hermandad de Defensores de Oviedo, el juez de lo contencioso ordenó la devolución de sus antiguos nombres a sus calles, pero en 2022 el Tribunal Superior de Justicia de Asturias ratificó el cambio.

## Notas

El alumno de Infantería Joaquín Rodríguez Cabezas (1923)